# Housecké vrchy

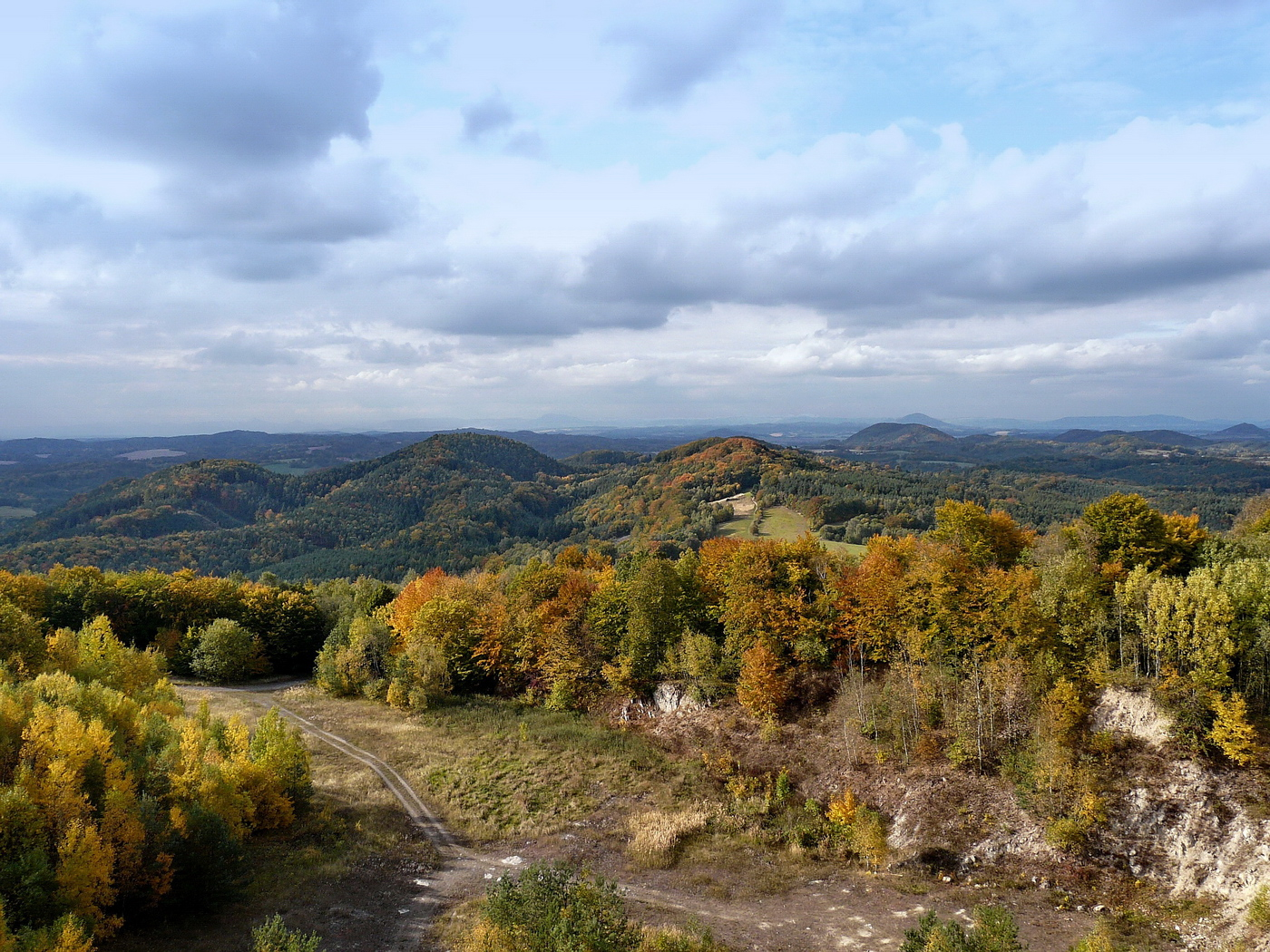
Pohled na Housecké vrchy z Vrátenské hory

Housecké vrchy jsou těsná skupina neovulkanických vrcholů s charakterem vrchoviny v okolí hradu Houska v CHKO Kokořínsko, na pomezí Libereckého kraje (okres Česká Lípa) a Středočeského kraje (okres Mělník).

## Bližší popis
Skupina leží ve východní části geomorfologického podokrsku Housecká vrchovina v jeho Libovické části uvnitř Polomených hor (okrsek Dokeské pahorkatiny). Jsou to zalesněné, většinou pískovcové suky, někde s odhalenými třetihorními vulkanity. Od prominentní Vrátenské hory jsou vrchy odděleny sedlem Na Fučíkovském. Maximální nadmořská výška skupiny je 483 metrů (Špičák). Dílčí rozhledy poskytuje pouze Zámecký vrch (vyhlídka na Říp) a Drnclík (vyhlídka na severním vymýceném svahu). Území odvodňuje Pšovka a Strenický potok.

## Vrcholy
Housecké vrchy tvoří:
- Špičák (dříve Kuželík), 483 m – nejvyšší, ležící na východě skupiny; strmý kopec s neporušeným vrcholem bez odhaleného vulkanitu; součást hřbetu s Lipovým vrchem.
- Druclík (Drnclík), 481 m – nejmasivnější a druhý nejvyšší vrchol; plochý vrchol bez odhaleného vulkanitu; četné pískovcové skalky a věže na svazích.
- Lípový kopec (Lipový vrch), 479 m – výrazný odhalený vulkanit, porušený opuštěným lomem; součást hřbetu se Špičákem.
- Uhelný vrch (Kolo), 452 m – na jihu skupiny; odhalený vulkanit na vrcholu a na svahu; malé opuštěné lomy.
- Zámecký vrch, 425 m – na severozápadě skupiny; pískovcové a vulkanitové skalky; součást hřbetu s několika vrcholy; na svahu nejvyššího vrcholu (bezejmenná kóta 453 m) stojí hrad Houska.

## Fotogalerie

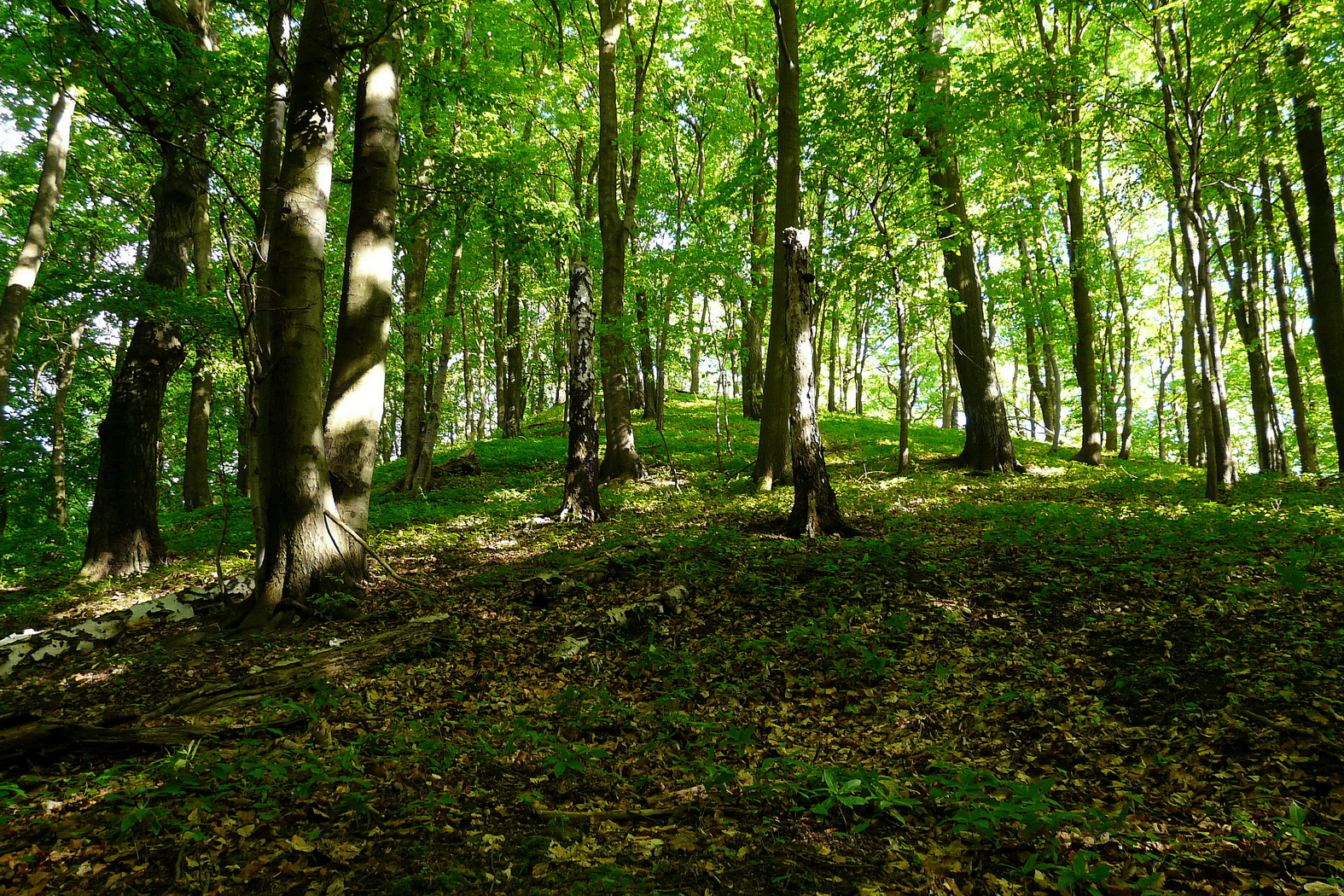
Svah Špičáku
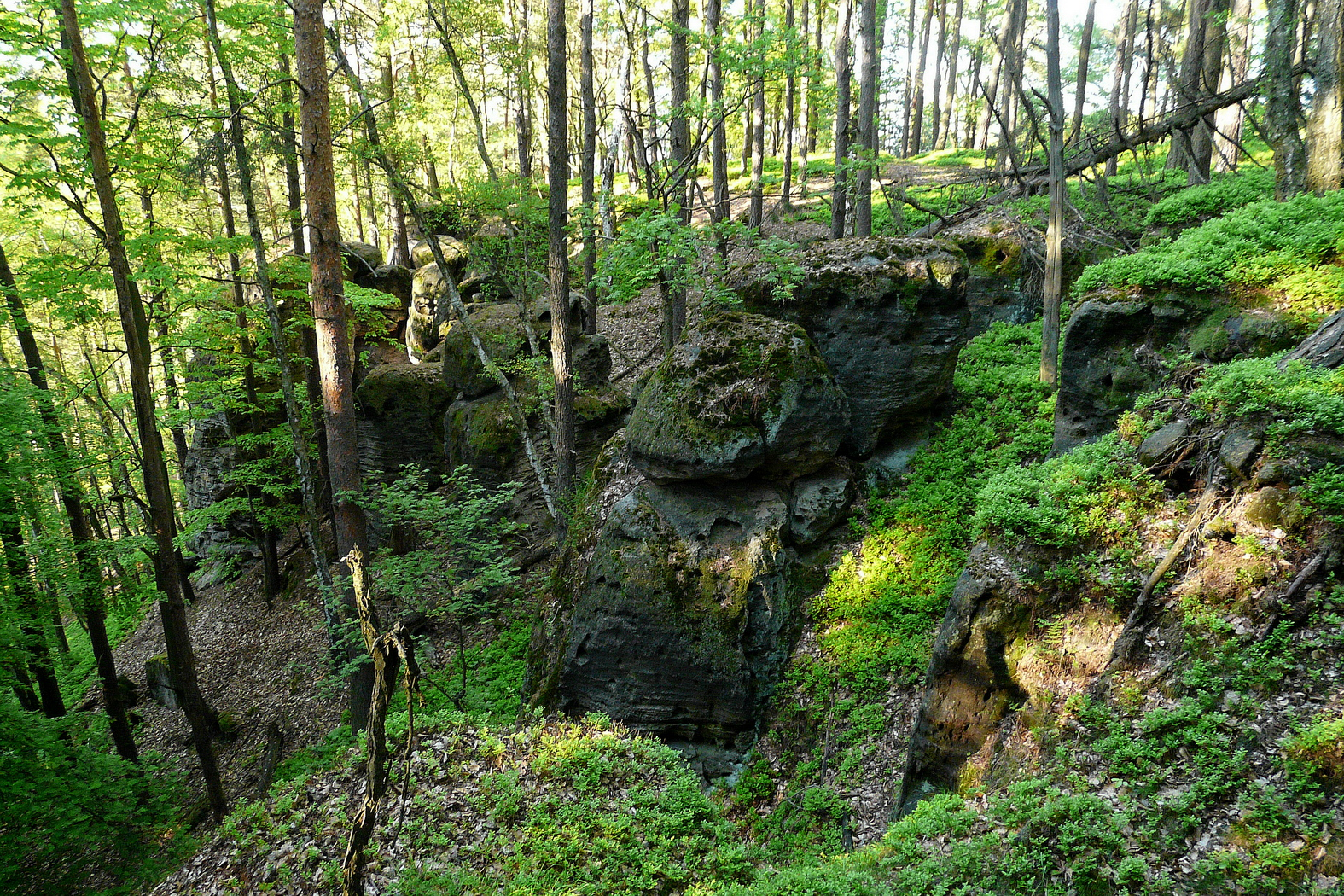
Pískovcové věže na Druclíku
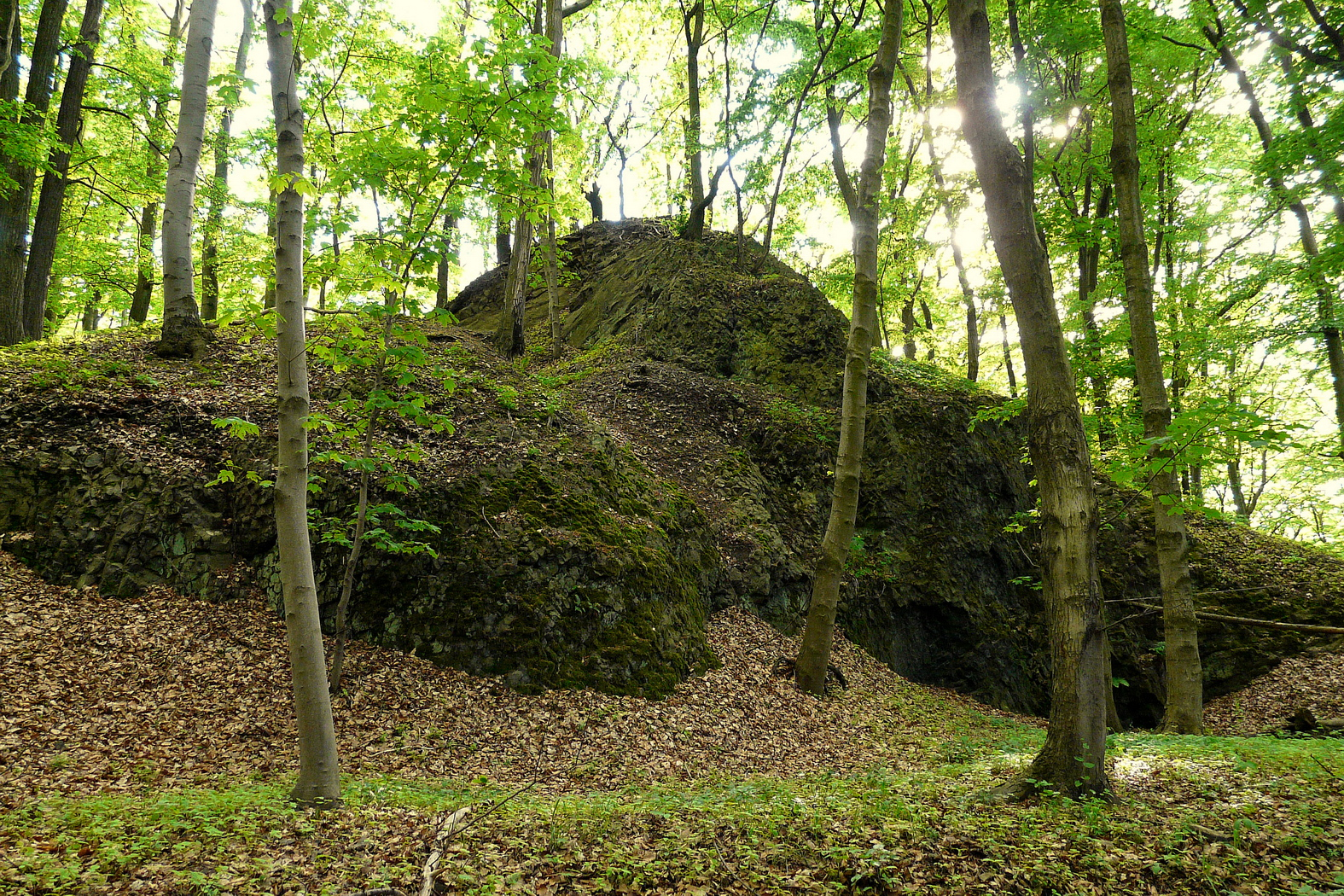
Vrcholový vulkanit Lípového kopce
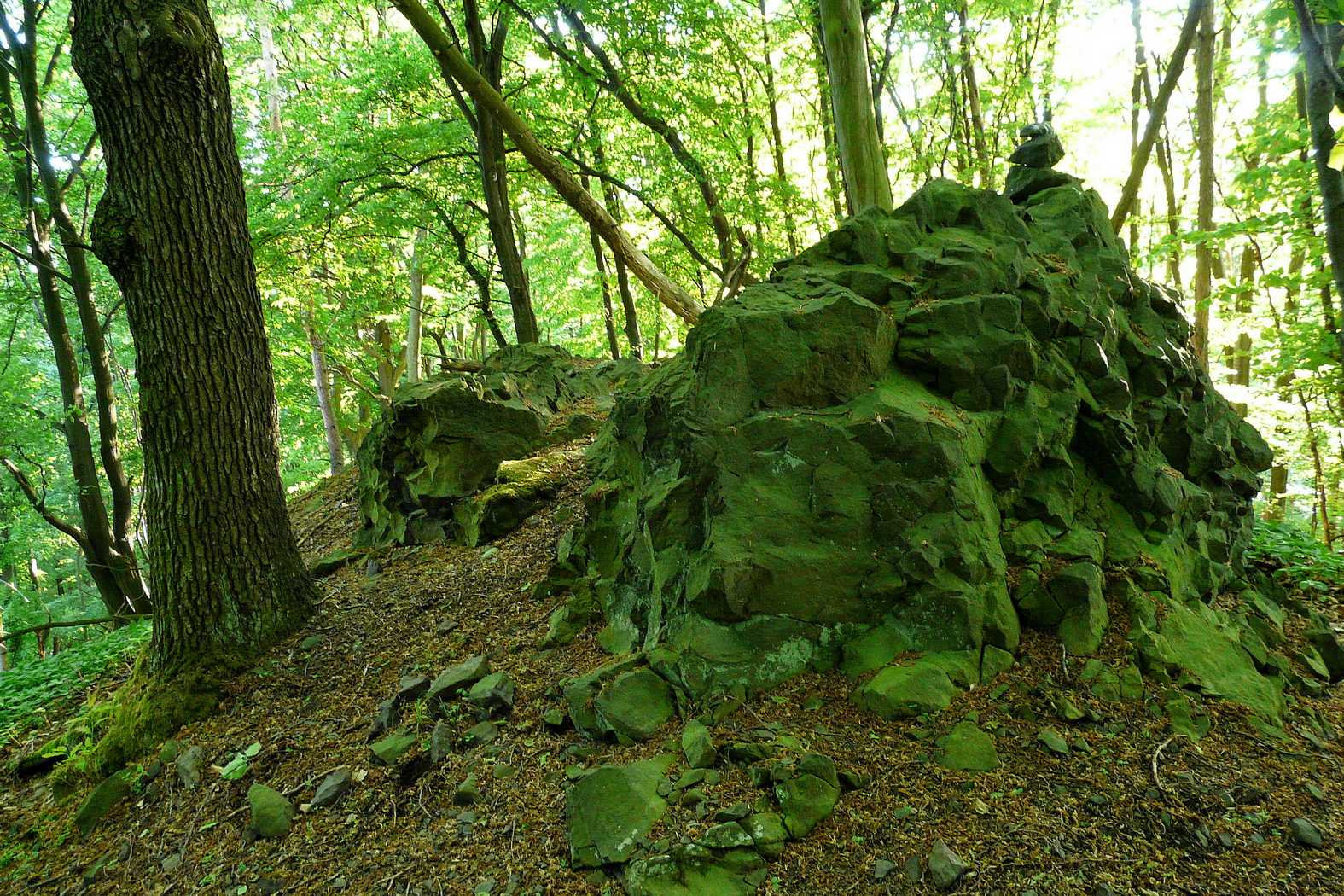
Vrcholový vulkanit Uhelného vrchu
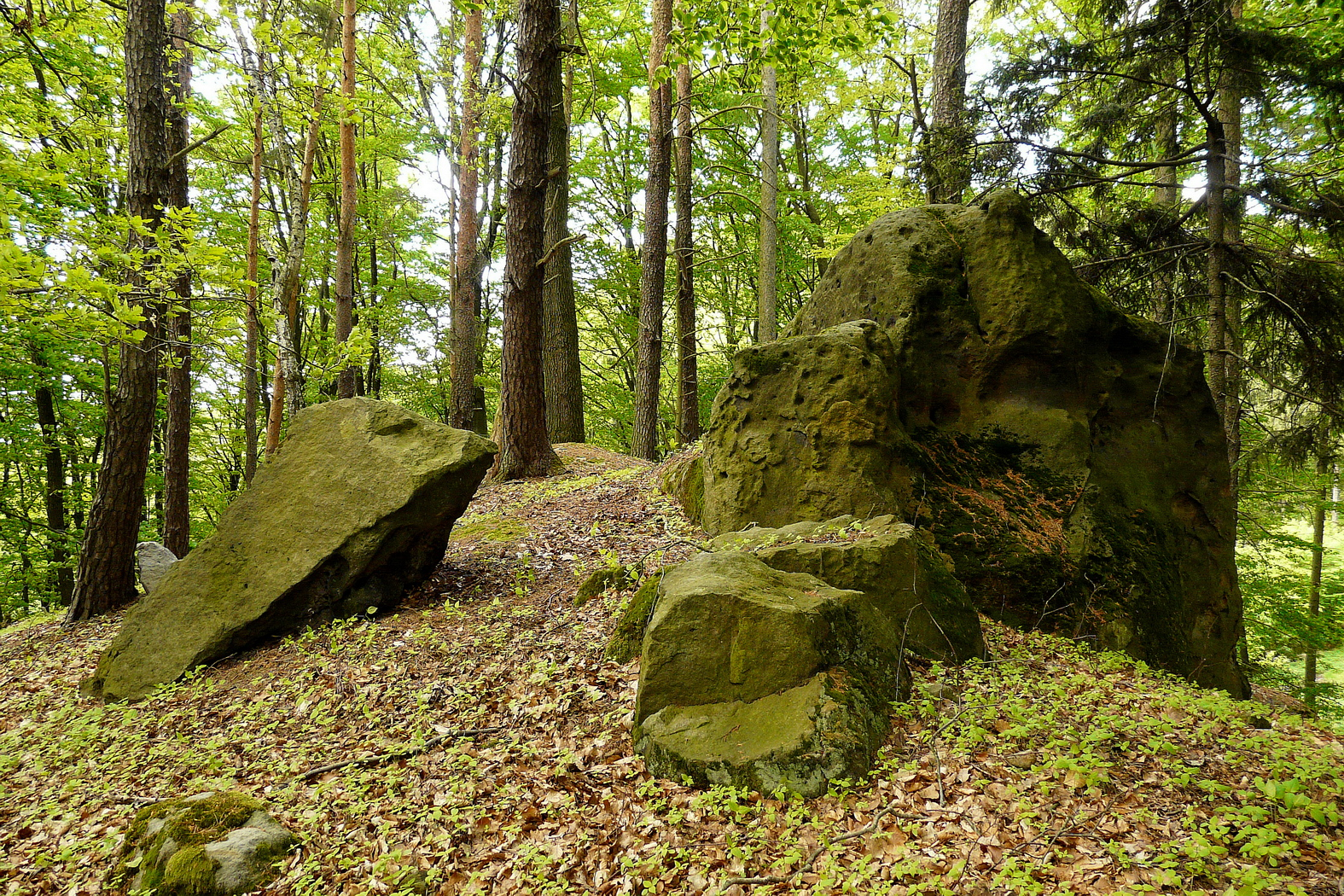
Pískovce na Zámeckém vrchu